# 清水龍瑩
清水 龍瑩（しみず りゅうえい、1928年5月20日 - 2001年9月15日）は、日本の経営学者。

## 略歴
東京・文京区白山出身。1958年慶應義塾大学経済学部卒業。1963年同大学院経済学専攻博士課程満期退学。1972年「製品計画の理論と手法 企業成長の動態的分析」で商学博士の学位を取得。
慶大商学部助教授を経て、1973年教授。1994年定年となり、名誉教授。退職後は東京国際大学教授を務めた。1967年カリフォルニア大学バークレー校に留学（Research Fellow。1978年8月まで）。慶應義塾大学商学部長，慶應義塾理事（1987年9月まで）。慶應義塾図書館長（1991年9月まで）。慶應義塾評議員（1990年10月まで）。パリ政治研究所大学院（Science Po.）客員教授（1993年7月まで）。通産省産業政策局・経営力委員会主査などを歴任。
1979年「企業行動と成長要因の分析」で日経・経済図書文化賞、1982年「現代企業評価論」で日本公認会計士協会学術賞、1983年「経営者能力論」で経営科学文献賞、1990年「大企業の活性化と経営者の役割」で福沢賞受賞。
2001年、心不全のため死去。73歳没。

## 著書
- 『経営計画設定理論 意思決定過程の経営経済学的研究』（中央経済社, 1966年）
- 『製品計画の理論と手法 企業成長の動態的分析』（日本経済新聞社, 1971年）
- 『実証研究・日本の経営 経営力評価モデルによる企業行動と企業成長要因分析』（中央経済社, 1975年）
- 『数学・統計を活かす経営計画入門』（中央経済社, 1978年）
- 『企業行動と成長要因の分析 戦後日本企業の実証的研究』（有斐閣, 1979年）
- 『現代企業評価論』（中央経済社, 1981年）
- 『経営者能力論』（千倉書房, 1983年）
- 『企業成長論 新しい経営学』（中央経済社, 1984年）
- 『中堅・中小企業成長論 情報化時代の企業成長の条件を求めて』（千倉書房, 1986年）
- 『大企業の活性化と経営者の役割 大企業経営者のインタビュー・サーベイを中心にして』（千倉書房, 1990年）
- 『大変革期における経営者の洞察力と意思決定』全5巻　（千倉書房, 1992-98年）
- 『エキスパート・システムによる最新企業評価論』（編著, 千倉書房, 1993年）
- 『日本企業の活性化・個性化 新しい経営学』（中央経済社, 1993年）
- 『ソファで読む経営哲学』（慶応通信, 1994年）
- 『社長業の鉄則』（日本経営合理化協会出版局, 1995年）
- 『能力開発のための人事評価』（千倉書房, 1995年）
- 『中小企業のための社長業の条件』（総合経理研究所編, 税務経理協会, 1997年）
- 『日本型経営者と日本型経営 実証研究30年』（千倉書房, 1998年）
- 『社長のための経営学 優れた経営者、優れた企業の条件を求めて』（千倉書房, 1999年）
- 『社長のリーダーシップ』（千倉書房, 2000年）

## 論文
- <清水龍瑩